# Mellody Hobson
Pour les articles homonymes, voir Hobson.
Mellody Hobson, née le 3 avril 1969 à Chicago, est une femme d'affaires américaine. Elle est la présidente du conseil d'administration de DreamWorks Animation.

## Biographie
Elle a étudié et est diplômée de la Woodrow Wilson School of Public and International Affairs (en) de l'Université de Princeton en 1991.
Hobson siège au conseil d'administration de nombreuses organisations, dont la Chicago Public Library, le musée Field ou encore le Sundance Institute. Elle est également administrateur auprès de Starbucks, Estée Lauder ou encore Groupon. Elle est la deuxième principale actionnaire de Starbucks, derrière Howard Schultz, avec près de 500 000 actions en sa possession.
Selon le Wall Street Journal en 2004, elle est l'une des 50 Women to Watch.
Elle s'est mariée à George Lucas au Skywalker Ranch en 2013 après plusieurs années de relations. Ensemble, ils ont une fille, Everest Hobson Lucas, née par GPA en août 2013.
Elle participe à la réunion du Groupe Bilderberg de 2016.

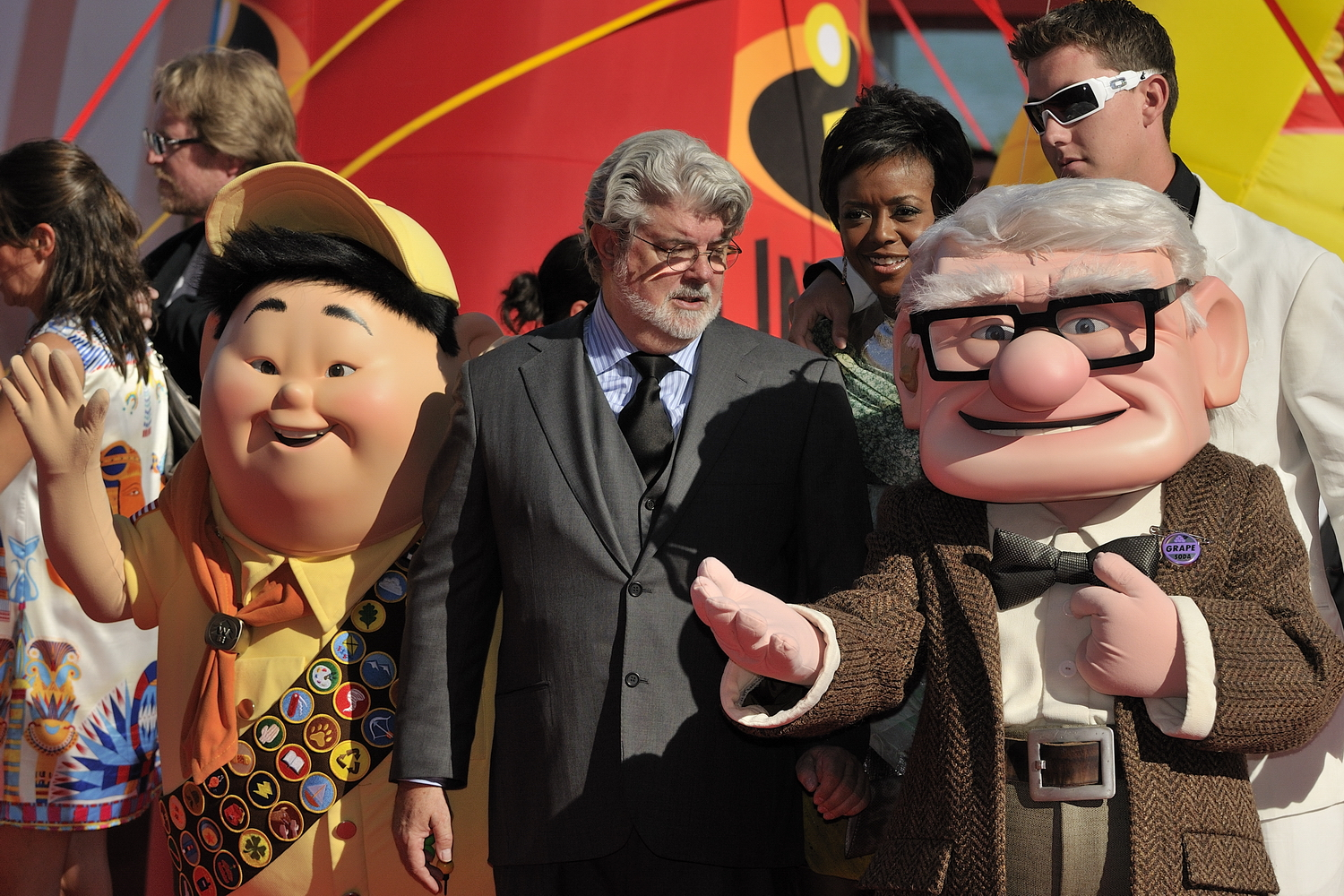
Mellody Hobson, visible derrière George Lucas, à la Mostra de Venise 2009.